# Delphinium calcar-equitis
Delphinium calcar-equitis là một loài thực vật có hoa trong họ Mao lương. Loài này được Standl. mô tả khoa học đầu tiên năm 1937.